# Жак Лурселль
Жак Лурсе́лль (фр. Jacques Lourcelles; нар. 11 січня 1940, Париж, Франція) — французький кінокритик, історик кіно та сценарист.

## Біографія
Жак Лурселль народився 11 січня 1940 в Парижі, Франція. В молодості належав до групи «мак-магонців» — сінефілам, що об'єдналися навколо кінозалу «Мак-Магон» у 17-му окрузі Парижа. У 1960-і роки був головним редактором журналу Présence du cinéma, який разом з аналогічними виданнями Positif та Cahiers du cinéma утворювали легендарну трійку, що задавала критичний тон в золоті роки французької сінефілії. У 1965 році випустив монографію про Отто Премінджера, а після закриття у 1967-му Présence du cinéma працював в Positif.
Як сценарист Лурселль був співавтором сценаріїв до декількох фільмів Паскаля Тома. У 2012 році брав участь в документальному телесеріалі «Сінефіли нашого часу» (Cinéphiles de notre temps).

## Словник кіно
Найбільшу популярність Лурселлю принесло видання тритомного «Словника кіно», що вийшло в 1992 році, і яке потім регулярно перевидавалося. Третій том цього опусу, нагородженого літературною премією Люсьєна Барр'єра, вагою в один кілограм і об'ємом у 1728 сторінок, що містить статті про 1500 фільмів, замінив для звичайних любителів кіно Словник Ж. Садуля 1960-х років (що швидко застарів через свою комуністичну спрямованість) та Словник Тюлара 1982 року (неточний, академічний і неохайно складений).
За словами автора, він виконав значну працю, переглянувши в 1983—1992 роках 95 % з 3000 фільмів, згаданих у книзі. Критики визнають значні літературні достойності твору, окремі місця якого читаються як роман, і відмічають наявність статей про східноєвропейський, російський та азійський кінематограф, але вказують на крайню суб'єктивність оцінок і власні уподобання при відборі фільмів. Прихильник кіно 1930-х—1960-х років (Золоте віку Голлівуда та «татового кіно» у Франції), Лурселль, який вважає пізніший період історії кінематографу епохою тотального занепаду, і у своєму словнику віддає перевагу фільмам і режисерам цього часу, тоді як кінематограф неореалізму і післявоєнне німецьке кіно представлені набагато бідніше.
Характеристики режисерів 1960-х—1980-х років відзеркалюють особисті переваги автора, що різко засуджує кінематограф одних (Сем Пекінпа і Серджо Леоне, які «згубили жанр вестерну», «безсилий» В. Вендерс) та захищає інших (Девід Лінч, Девід Кроненберг, Ален Таннер). Найбільше компліментарна стаття присвячена фільму «Зозо» Паскаля Тома, що критики словника не забули відмітити.
Видавці російського перекладу третього тому Словника врахували цю особливість, випустивши книгу під назвою «Авторська енциклопедія фільмів», і, як і французькі рецензенти, вказавши на крайню упередженість суджень.

## Лурселль і Нова хвиля
Принциповий супротивник Нової хвилі, що покладає на цей рух (і особисто на Годара) частку відповідальності за приведення світового кінематографу до стану занепаду, Лурселль або ігнорує представників цього напряму (Клод Шаброль), або обмежується лютими нападками і знущаннями (Жан-Люк Годар, Ерік Ромер).
Вибравши для характеристики творчості Годара його перший і найвідоміший фільм «На останньому подиху», Лурселль звинувачує режисера в плагіаті («бліда копія американського нуара») та виносить вирок усій Новій хвилі, що зруйнувала, на його думку, і режисуру, і сценарну, і операторську роботу.
Єдина причина, за якою «На останньому подиху» ще гідний згадки в наші дні, — в тому, що він, як віха, відмічає входження кінематографу в еру втрати своєї невинності і природного чаклунства.— Lourcelles. «À bout de souffle» (Авторская энциклопедия фильмов. Т. I, с. 3)
До Трюффо Лурселль поблажливіший, хоча і вважає, що в його знаменитому дебюті — фільмі «Чотириста ударів» немає майже нічого новаторського, а при аналізі «Вкрадених поцілунків» хвалить саме за розрив з Новою хвилею і особисто з ненависним авторові Годаром.
З Еріком Ромером Лурсель намагається звести рахунки часів журнального протистояння, вибравши об'єктом для нападок його фільм «Зелений промінь», і назвавши його «однією з найгірших, якщо не найгіршою» серед 20 000 стрічок, з яких він робив відбір.

## Фільмографія
Сценарист
- 1974 — Гарячий кролик / Le Chaud lapin Паскаля Тома
- 1976 — Акробат / L'Acrobate Жана-Данієля Полле
- 1977 — Їжачок в кишені / Un oursin dans la poche Паскаля Тома
- 1979 — Довіра за довіру / Confidences pour confidences Паскаля Тома
- 1981 — Ті, у кого не вийшло / Celles qu'on n'a pas eues Паскаля Тома
- 1999 — Дилетантка / La Dilettante Паскаля Тома